# 濱野正
濱野 正（はまの ただし、1933年〈昭和8年〉6月14日 - ）は、日本のヴァイオリニスト・編曲家。
ヴァイオリニストとして山形交響楽団などで演奏したほか、山形県立山形北高等学校で指導した。編曲家として手がけた楽譜はオーケストラ譜、弦楽合奏譜、ヴァイオリン ソロ譜、映画音楽まで多岐にわたり500曲を超える。

## 来歴
富山県高岡市の旅館の三男に生まれた。高岡市立定塚小学校の同じクラスに 藤本弘 (後の藤子・F・不二雄) がいた。藤本が病気療養中に書いた絵日記に感銘を受けた濱野は、手描きの漫画本の刊行を夢見てその作成に力を入れる。その後、小学校5年の時にヴァイオリン音楽に魅力を覚え、高岡市立南部中学校（現在は廃校）入学後もヴァイオリンの修練に励む。
地元の高校を親と教師の反対を押し切り1年半で辞め、国立音楽大学付属高等学校音楽科に編入。その後国立音楽大学へ進学しヴァイオリンを専攻する。同音楽大学ではヴァイオリンをアレクサンドル・モギレフスキー、パウル・クリング、鷲見三郎、林龍作に、作曲・編曲を服部正に師事。大学4年の時に近衛管弦楽団に入団。その後近衛管弦楽団は大阪のABC放送局に吸収され、濱野はABC交響楽団の楽団員として活動を続ける。
その後退団し、フリーヴァイオリニストとして放送局・スタジオプレイヤーとして活動する。その間、ヴァイオリニストの黒柳守綱の薫陶を受ける。
40歳台で山形交響楽団にヴァイオリン演奏と編曲の仕事を受け持つ契約で入団し、60歳まで演奏を続ける。1993年、60歳を期に退団し、70歳まで山形県立山形北高等学校でヴァイオリンを教える。
その後、東京へ戻り浜野音楽事務所を立ち上げ、編曲とオーケストラ譜の出版を行う。ピアノ・トリオ（ヴァイオリン、チェロ、ピアノ）である「M's Trio（エムズトリオ）」の演奏曲の編曲なども手掛けている。
収蔵される楽譜はオーケストラ譜、弦楽合奏譜、ヴァイオリン ソロ譜、映画音楽まで多岐にわたり500曲を超える。
長女は、東京フィルハーモニー交響楽団の第一ヴァイオリン奏者、松田朋子。
孫（長女の娘）は、松田彩（ヴァイオリニスト）、娘婿は向田成人（ピアニスト）。